# Senerchia
Senerchia är en ort och kommun i provinsen Avellino i regionen Kampanien i Italien. Kommunen hade 804 invånare (2017).